# Wolfgang Prosinger
Wolfgang Prosinger (* 8. Mai 1948 in München; † 22. September 2016) war ein deutscher Journalist und Buchautor.

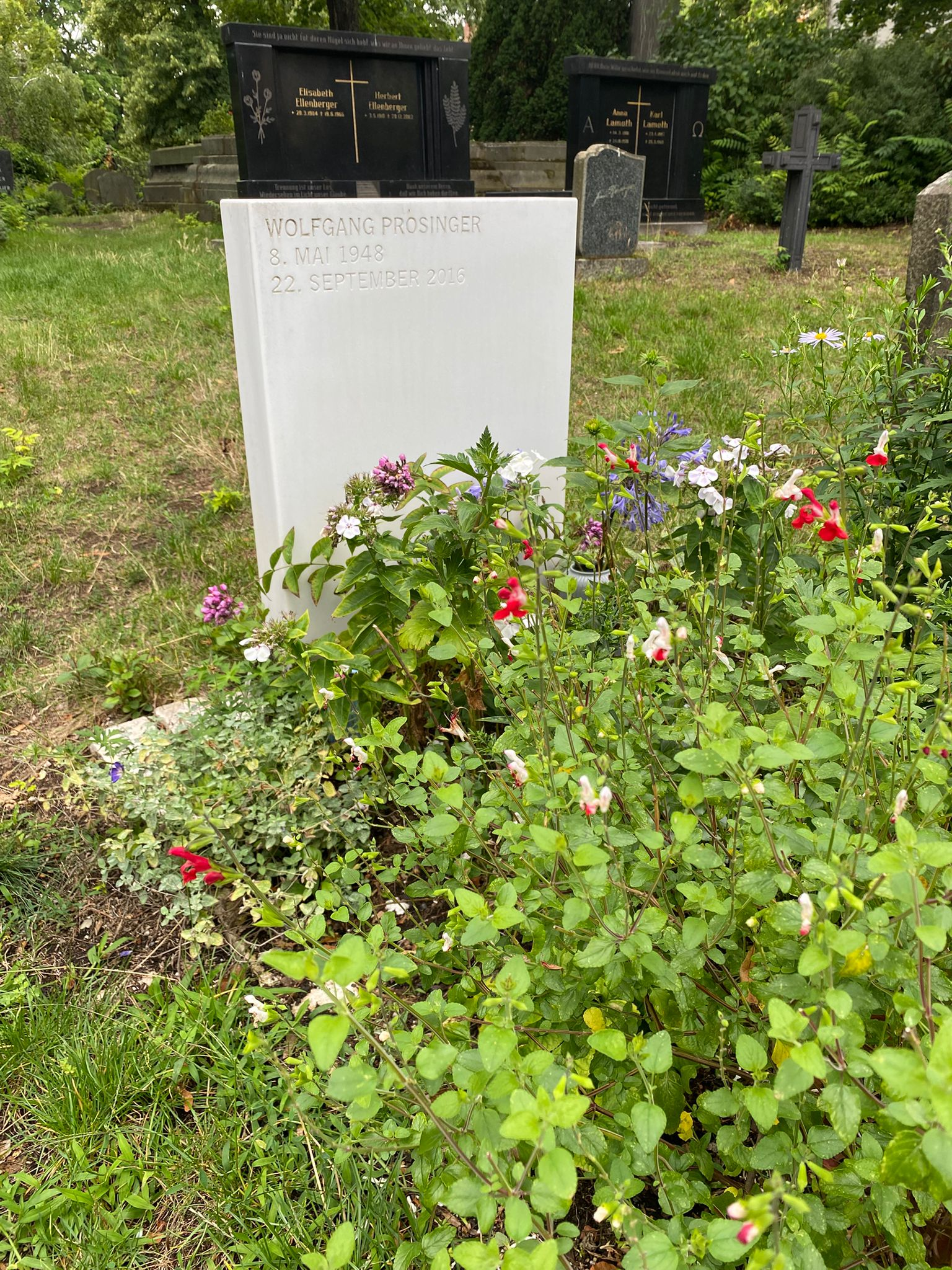
Grabstätte

Prosinger studierte Germanistik und Geschichte in München und Freiburg. In den 1970er Jahren engagierte er sich in der Bewegung gegen den Bau des Atomkraftwerks Wyhl.
Nach dem Studium arbeitete er bei verschiedenen Zeitungen, unter anderem fünf Jahre als Italienkorrespondent in Rom für die Basler Zeitung und die Badische Zeitung. Seit 2001 leitete er die Seite drei des Tagesspiegels in Berlin.
Er starb an den Folgen einer Krebserkrankung. Zu seinen Schülern gehören Ferdos Forudastan und Christoph Schwennicke. Seine Tochter Julia (* 1985) arbeitet als Journalistin.
Seine letzte Ruhestätte fand Wolfgang Prosinger auf dem Französischen Friedhof in Berlin.

## Bücher
- In Rente. Der größte Einschnitt unseres Lebens. Reinbek bei Hamburg 2014.
- Tanner geht. Sterbehilfe – ein Mann plant seinen Tod. Frankfurt a. M. 2008.
- Rom. Freiburg i. Br. 1990.
- Das rabenstarke Lexikon der Scene-Sprache. Eichborn Verlag, Frankfurt a. M. 1984, ISBN 3-8218-1088-2
- Laßt uns in Frieden. Porträt einer Bewegung. Reinbek bei Hamburg 1982.